# 네자크족
네자크 훈족(팔레비어: 𐭭𐭩𐭰𐭪𐭩, nycky) 또는 네자크 샤히(Nezak Shahi)는 서기 484년경부터 665년까지 남아시아의 힌두쿠시산맥 남쪽에 있는 중요한 유목국가였다. 이들은 전통적으로 훈족 국가들 중 마지막 국가로 여겨지지만, 그들의 민족성은 여전히 논쟁의 여지가 있고 추측이 난무한다. 그 왕조는 주로 특징적인 황소머리 왕관과 시조 명각이 새겨진 동전으로 증명된다.
네자크 훈족은 사산 제국이 에프탈에게 패배한 후에 권력을 잡았다. 그들의 시조는 후나족의 동맹국이거나 조공국 지위를 받아들인 토착 통치자였을지도 모른다. 네자크 훈족은 당나라로부터 정기적인 외교 공관을 받았고, 그 중 일부는 약 6세기 중반부터 알촌 훈족과 공존했다. 후나족이 쇠퇴하고 이슬람 세력이 대두한 이래로, 네자크 훈족은 아랍 변경지역으로부터 점점 더 자주 침입을 받았다. 그들의 정치체는 7세기 중반에 무너졌고, 가신이 왕좌를 찬탈하여 튀르크 샤히를 세웠다.

## 이름
문헌에서 '네자크'라는 단어는 아랍어 *nīzak, 또는 팔라비어 *nyčky로 나타난다. 다만 전자는 토하리스탄 서부의 통치자인 네자크 타르칸을 묘사하는 데에만 사용되었고, 후자는 네자크 훈족의 주화에 직접 등장했으므로, 아마도 후자가 조금 더 본래 단어에 가까울 것이다.
이들의 어원은 여전히 논쟁거리인데, 프란츠 그레넷(Frantz Grenet)은 중세 페르시아어 *nēzag와의 연관성이 있을 가능성이 있지만 확실하지는 않다고 보았다. 한편 야노스 하르마타(János Harmatta)는 실험되지 않은 가설, 즉 '네자크'가 * näjs(싸움)에서 변형된 사카어 단어 näjsuka(투사))라는 것을 의심하고 있다.
중고한어 단어 '날새(捺塞)'나 '니숙(泥孰)'도 '네자크'의 음차일수 있다는 가능성이 제기되었지만, 이는 애초에 음성적으로 차이가 있다. 이에 대해 교토 대학의 중세 중앙아시아 역사학자인 이나바 미노루는 중국 연대기를 검토해 보았고, 그 결과 '니숙(泥孰)'은 여러 튀르크계 부족들에게서 나타나는 개인적인 이름이자 칭호였다고 결론지었다.

## 영역
네자크 훈족은 동시대 불교 순례자들에 의해 주로 카피샤ㅡ이전의 카오(Cao), 중국에서는 가필시(迦畢試)라고 불렸던 계빈국을 통치했다. 카피샤는 630년에 현장이 방문했을 당시 람파(라그만), 바르누, 나가라하라 등 주변 10개국을 봉신으로 두고 있었다.

## 관련 기록

### 순례자들의 기록

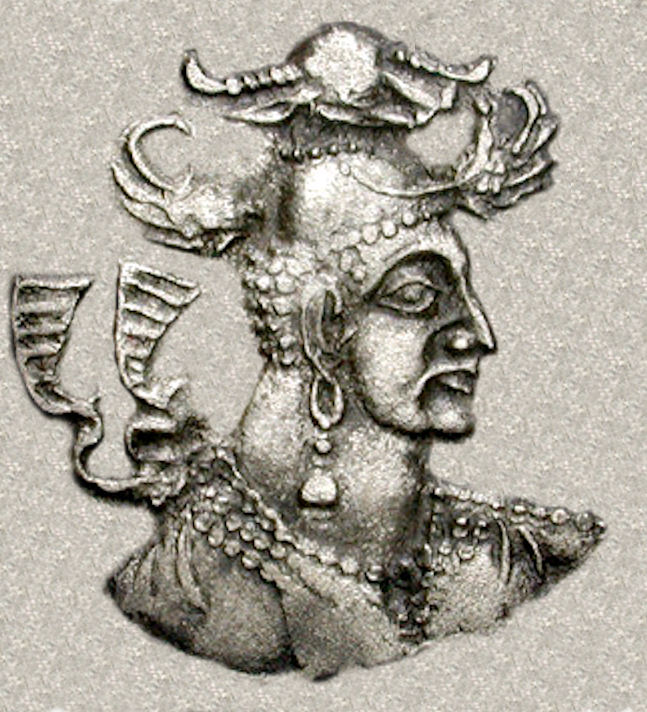
1차 동전에서 등장한 네자크 왕의 초상화. 네자크 훈족의 동전은 1차와 2차로 나뉘어진다.

카피시에 대한 최초의 언급은 불교 순례자인 자나굽타(Jñnagupta)의 기록에 등장한다. 그는 토하리스탄으로 여행하는 동안 서기 554년에 그곳에 머물렀다. 7세기 초 남인도 승려인 다르마굽타(Dharmagupta) 또한 이곳의 수도원에 방문하고 기록을 남겼다.
630년 경 카피샤를 방문한 중국 승려 현장은 이곳을 통치하고 있는 왕조의 이름을 언급하지 않았지만, 네자크 훈족에 대해 그 어떤 기록보다도 가장 상세하게 설명하고 있다. 현장은 우다반다푸라(오늘날 파키스탄 훈트)에서 왕을 만난 뒤, 가즈니와 카불로 함께 여행을 갔다. 그의 기록에 따르면, 왕은 '찰제리(剎利種, 크샤트리아)'이고 지략이 있으며 성격이 용맹하다고 한다.
가필시국(迦畢試國)의 둘레는 4천여 리에 달하며, 북쪽으로는 설산을 등지고 있고, 나머지 3면이 흑령(黑嶺, 눈 없는 산)에 접해 있다. 나라의 큰 도성의 둘레는 10여 리이다. 곡식과 보리가 잘 자라며 과실나무가 많고 또 좋은 품질의 말과 울금향(鬱金香)이 난다. 다른 여러 나라들의 진귀한 물건들은 모두 이 나라에 모여 있으며 기후는 바람이 차고 사람들의 성품은 거칠다. 언사는 천박하고 혼인도 상스럽고 난잡하다...(중략) 왕은 찰제리종인데, 지략이 있고 성격이 용맹하여 주변 나라들의 변경을 위협하여 10여 개국을 다스린다. 백성을 사랑으로 돌보며 3보를 공경한다. 해마다 1장 8척의 은불상을 만들며 또 무차대회도 함께 마련하여 가난한 사람들에게 두루 베풀고, 의지할 곳 없는 홀아비와 과부들에게 지혜롭게 보시한다.

迦畢試國, 周四千餘里, 北背雪山, 三陲黑嶺。國大都城周十餘里。宜穀, 麥, 多果, 木, 出善馬, 鬱金香。異方奇貨, 多聚此國。氣序風寒, 人性暴獷, 言辭鄙藝, 婚姻雜亂[...] 王, 剎利種也, 有智略, 性勇烈, 威懾鄰境, 統十餘國。愛育百姓, 敬崇三寶, 歲造丈八尺銀佛像, 兼設無遮大會, 周給貧寠, 惠施鰥寡。— 현장 『대당서역기』1권

### 중국 문헌
10세기 중국 역사서인 『구당서(舊唐書)』와 11세기 중국의 문헌인 『책부원귀(冊府元龜)』에 따르면, 619년부터 665년까지 계빈국에 약 13차례의 사절이 파견되었다고 한다. 이 두 서적을 포함해 그 어느 문헌도 현장처럼 통치 왕조의 이름을 언급하지는 않았지만, 그럼에도 불구하고 최근의 역사학자들은 이 기록들이 네자크 훈족을 가르킨다고 본다. 그 중 가장 자세하고 포괄적인 것은 658년에 작성된 13번째 사절단의 기록인데, 여기서 계빈국은 안서대도호부(安西大都護府)의 일부로 포함되었으며, 왕가의 시조 형얼(馨孽)에서부터 당대 왕 갈힐지(曷擷支)로 끝나는 12명의 통치자로 구성된 왕조라고 나와 있다.
계빈국(罽賔國)은 파미르고원 남쪽에 있다. 경사(京師)에서 12,200리 떨어져 있다. 항상 대월지(大月氏)에게 예속되어 부림을 당하였다. 그들의 땅은 덥고 습하고, 사람들은 모두 코끼리를 타고 다니며, 토질은 갱도(秔稻)를 재배하기에 적당하고, 풀과 나무는 엄동설한에도 죽지 않았다. 그 나라 풍속은 불법(佛法)을 더욱 신뢰하였다. 수(隋) 양제(煬帝) 때, 서역(西域)에서 사자를 보내왔는데, 전후로 사자가 이른 나라는 30여 국이었으며, 오직 계빈국의 사자만이 오지 않았다. 당(唐) 태종(太宗) 정관(貞觀) 11년(637) 사자를 보내와 명마를 헌상하니, 태종이 그들의 성의를 가상하다고 여겨 명주(繒)와 무늬있는 비단(綵)를 하사하였다. 정관(貞觀) 16년(642) (계빈국에서) 다시 사자를 보내와 욕특서(褥特鼠)를 헌상하였는데, 주둥이가 뾰족하고 꼬리는 붉으며, 능히 뱀을 잡아먹을 수 있었다. 뱀에게 물려 상처가 생긴 곳이 있다면, 욕특서가 냄새를 맡아서 상처 입은 곳에 오줌을 누면 그 상처가 나았다. 고종(高宗) 현경(顯慶) 3년(658) 그 나라의 풍속을 널리 찾으니, “왕의 시조는 형얼(馨孽)이며, 지금 갈힐지(曷擷支)에 이르고 있고, 부자간에 왕위를 전해오기를 이미 12대나 되었다.”라고 하였다. 그 해 성을 고쳐서 수선도독부(修鮮都督府)로 삼았다. 용삭(龍朔) 초에, 그 나라 왕에게 수선등십일주제군사겸수선도독(修鮮等十一州諸軍事兼修鮮都督)을 제수하였다. 현종(玄宗) 개원(開元) 7년(719) 사자를 보내와 조공을 바치고, 천문경(天文經) 일협(一夾), 비요방(祕要方) 및 번약(蕃藥) 등의 물건을 진상하니, 조를 내려 그 나라의 왕을 책립하여 갈라달지특륵(葛羅達支特勒)으로 삼았다. 개원 27년(739) 그 나라의 왕 오산특륵쇄(烏散特勒灑)가 나이가 많아서, 표를 올려 아들 불름계파(拂菻罽婆)로 하여 왕위를 이어 받게 해달라고 청하니, (현종은) 그것을 허락하고, 이에 사자를 보내 (왕으로) 책명(冊命)하였다. 천보(天寶) 4년(745) 또 그의 아들 발복준(勃匐準)을 책립하여 계빈 및 오장국(烏萇國) 주 013의 왕으로 삼고, 거듭 좌효위장군(左驍衛將軍)을 제수하였다. 숙종(肅宗)] 건원(乾元) 원년(758) 다시 사자를 보내와 조공을 바쳤다.

罽賔國, 在葱嶺南, 去京師萬二千二百里. 常役屬於大月氏. 其地暑濕, 人皆乗象, 土宜秔稻, 草木凌寒不死. 其俗尤信佛法. 隋 煬帝時, 引致西域, 前後至者三十餘國, 唯罽賔不至. 貞觀十一年, 遣使獻名馬, 太宗嘉其誠款, 賜以繒綵. 十六年, 又遣使獻褥特鼠, 喙尖而尾赤, 能食虵, 有被虵螫者, 鼠輒嗅而尿之, 其瘡立愈. 顯慶三年, 訪其國俗, 云 「王始祖馨孽, 至今曷擷支, 父子傳位, 已十二代」. 其年, 改其城爲修鮮都督府. 龍朔初, 授其王修鮮等十一州諸軍事兼修鮮都督. 開元七年, 遣使來朝, 進天文經一夾·祕要方并蕃藥等物, 詔遣冊其王爲葛羅達支特勒. 二十七年, 其王烏散特勒灑以年老, 上表請以子拂菻罽婆嗣位, 許之, 仍降使冊命. 天寶四年, 又冊其子勃匐準爲襲罽賔及烏萇國王, 仍授左驍衛將軍. 乾元元年, 又遣使朝貢.— 『구당서』198권 열전 제148 서융 일부 발췌

10명의 중간 통치자들의 이름은 알려지지 않았다. 그러나 이슬람 역사학자이자 남아시아의 화폐 연구가인 웨일리드 지아드(Waleed Ziad)는 12대까지 이어진 왕조에 대한 언급이 아마도 문자 그대로의 의미에서 의도된 것은 아니라고 경고한다.
당나라의 여러 문헌들은 계빈국의 왕이 황소 머리 왕관을 썼다는 점을 계속해서 언급하였다. 이 왕관의 언급으로 역사학자들은 계빈국과 네자크 왕국을 결부시켜 생각할 수 있었다.

## 동전

### 1차
네자크 훈족은 사산 제국의 것을 모방하여 동전을 주조하기 시작했지만, 거기에 독특한 스타일과 함께 알촌 훈족의 도상을 추가로 새겨넣었다. 현장이 지적한 바와 같이 결과는 독특했다. 당시 유통 중이었던 네자크 훈족 동전(드라크마화와 오볼)에는 약 4가지 종류가 있었다. 그들이 주조한 동전은 시간이 지남에 따라 은의 순도가 점점 낮아지고 구리 함량이 높아지는 등 점진적으로 품질 저하가 나타났다.
앞면에는 남성 초상화가 중앙을 차지하고 있으며, 그들의 얼굴 흉곽은 다양하다. 이 초상화는 항상 대칭적으로 날개가 달린 황소 머리 왕관을 쓰고 등장하는데, 이것은 때때로 물소 머리 왕관으로 나타나는 에프탈에게 포로로 잡힌 사산 황제 페로즈 1세의 일부 동전 발행지에서 유래했다. 이 황소 머리 왕관은 네자크 훈족을 정의하는 특징이 되었다. 알촌 훈족의 동전에서 차용한 날개 모양의 식물 부속기 또한 특징 중 하나인데, 흉상 바로 아래에서 발견된다. 한편 위의 왼쪽 상단 그림에서 보이는 인물은 팔랑거리는 두 개의 리본과 구슬이 달린 귀걸이를 착용하고 있다. 그리고 오른쪽에는 '네자크의 왕'이라는 뜻의 팔라비어 구문이 새겨져 있는데, 이는 그들 왕조의 명명법 뿐만 아니라 카불과 가즈니에 위치한 동전 발행지 "ā" (𐭠) 또는 a "š" (𐭮)를 표기한 것을 포함한다.
뒷면에는 불이 켜진 조로아스터교 제단과 바르솜(조로아스터교 의식에 사용되는 식물 다발을 본뜬 제사 도구 중 하나)을 든 사제 2명이 있는 등 사산 양식을 채택한 것이 명백하게 눈에 보인다. 그러나 앞면의 인물 머리 위에는 삼각형, 깃털, 덤불 등 다양한 모양의 불꽃 헤일로 또는 '태양 바퀴'가 있어 사산 동전과 차별화된다.

### 2차: 알촌 훈족과의 동전 양식 융합

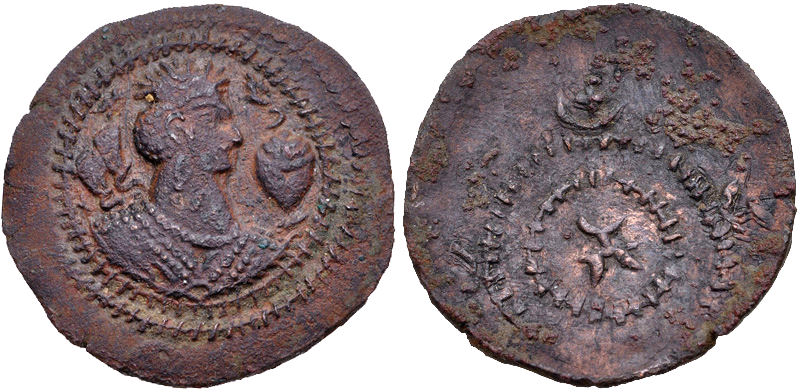
앞면: 네자크 훈족 인물로 추정되는 동전 초상화.
뒷면: 2중 테두리로 감싸진 알촌 훈족의 탐가.
알촌-네자크 크로스오버 동전: 앞면은 네자크 훈족 양식의 동전 초상화가, 뒷면은 2중 테두리 안에 있는 알촌 훈족의 탐가가 특징이다. Alram은 2중 테두리 디자인이 호스로 2세(재위 590~628년)나 그 이후의 사산 제국에게서 차용되었다고 믿지만, 이러한 디자인은 이미 한참 전인 발라시(재위 484~488) 시기때부터 나타난다.

토라마나 2세 시기의 동전 발행지가 카불 주변에서 발견되면서 네자크 훈족과 알촌 훈족이 조우했을 수도 있다는 가설이 제기되었다. 이는 알촌-네자크 크로스오버(Alchon-Nezak crossover)라고 불리는 일종의 구리 동전이 발견되면서 입증되었다. 이 동전에는 네자크 양식의 동전 초상화, 그리고 알촌 탐가와 알촌 양식의 초승달 왕관이 등장하는 등 두 민족의 동전 양식이 동시에 드러난다.
소위 '크로스오버 동전'은, 팔라비어가 기존의 박트리아어나 브라흐미 문자 두개 언어로 적혀진 문구(Śri Sāhi)를 대체하는 양식으로 발전했다. 고대 간다라의 종교 복합단지인 사크라 지역 주변에서 발견되는 이 동전들은, 물론 알촌 훈족의 탐가가 그 의미를 잃고 단순히 기하학적인 모티프로 전락했지만, 그럼에도 네자크 훈족 양식의 초상화 디자인은 대부분 보존되어 있다는 점에서 특별하다. 즉, 알촌 훈족이 530년 즈음에 인도에서 쫒겨난 이후, 네자크 훈족에게 동화되었을 수도 있다는 것을 암시할 수도 있다. 다만 이 동전들이 네자크 훈족들에 의해서 발행되었는지, 아니면 초기 튀르크 샤히 통치자들에 의해 발행되었는지에 대해서는 여전히 논쟁거리이다.

## 역사

### 기원 및 건국
네자크 훈족은 후나(Hūṇā) 또는 시온(Xionites)로 통칭되는 네 개의 후나 국가 중 마지막으로 세워졌으며, 이들이 도착하기 전에는 키다라, 에프탈, 알촌이 있었다. 네자크인들은 사산 황제 페로즈 1세가 에프탈에게 패배하고 사망할 무렵, 다른 후나족들과 함께 남하하여 자불리스탄(시스탄) 일대를 장악하고 그곳에 정착했다. 그들의 초기 수도는 오늘날의 바그람에 있었을 것이다.
왕조의 설립자는 정확히 이름이 알려지지는 않았고, 다만 『구당서』의 기록에서만 등장할 뿐이다. 몇몇 학자들은 간다라에서 주조된 알촌 훈족의 동전에 네자크 훈족의 상징인 황소 머리 왕관이 가끔 등장한다는 것을 근거로, 두 민족 사이에 적지 않은 연관성이 있었으며, 아마도 네자크 왕조의 설립자는 알촌 왕 킹길라(재위 430~495)일수도 있다고 보았다.
고대 중앙아시아를 전문으로 하는 화폐 분석가 클라우스 본드로브크(Klaus Vondrobec) 또한 이 가설이 설득력이 없다고 생각했다. 한편 일본의 역사학자인 쿠와야마 쇼신은, 약 1~2세기 후에 현장이 이곳을 방문했을 때 카피사의 통치자들을 두고 '크샤트리야(Kshatriya)'로 기록한 것과, 그들이 주조한 동전에 후나족과 관련된 식별 가능한 특징이 없다는 점에서 이러한 가설을 부정했고, 오히려 네자크 훈족이 '훈족/후나족'이 아닌 토착 왕조일 가능성을 제안했다. 이나바(Inaba)는 네자크인들이 본래 토착민들이었지만, 에프탈의 압력을 받아서 훈족이라는 칭호를 받아들여야 했다고 제안한다.
웨일리드 지아드(Waleed Ziad)와 마티아스 피스터러(Matthias Pistererer)는 네자크인들의 민족적 정체성을 추측할 수 있는 어떠한 수단도 거부한다. '킹길라'는 아마도 존중을 명령하는 뜻의 단어로, 소아시아의 역사에서는 매우 흔한 이름이었다고 한다. 그리고 힌두교는 인도에 정착한 여러 이민족들을 크샤트리야 계급으로 인정한 사례(예를 들어 인도-스키타이, 서사트라프 등)가 있으므로 네자크 훈족의 기원과 정체성을 함부로 단정짓기는 극히 어렵다.

### 알촌 훈족과 사산 제국과의 조우
528~532년 사이, 미히라쿨라 휘하의 알촌 훈족은 말와 왕 야소다르만과 굽타 황제 나라심하굽타가 이끄는 인도 연합군에게 패배하고 카슈미르와 간다라로 철수해야 했다. 괴블은 이로부터 수십년 후, 알촌 훈족들이 카이베르 고개를 넘어 더 서쪽, 즉 카불리스탄 지역으로 이동했고, 네자크 훈족과 만났을 수도 있다고 제안했다. 학자들은 알촌-네자크 크로스오버 동전 발행지의 존재에 대해 대부분 동의하지만, 알촌 훈족이 네자크 훈족과 그 지역을 공동으로 통치했는지, 아니면 네자크 훈족을 제압하고 그 지역을 빼앗았는지는 여전히 추측상에 불과하다.
560년 무렵, 호스로 1세 치하의 사산 제국은 제1차 돌궐 카간국과 연합하여 에프탈 제국을 멸망시키고 박트리아를 장악했다. 이때 사산 제국은 네자크 훈족이 통치하던 자불리스탄 또한 빼앗았을 수도 있는데, 이는 호르미즈드 4세(재위 578~590년)의 통치 기간 동안 칸다하르 지역에서 사산식 동전 발행지가 건설된 것이 확인되면서 사실로 밝혀졌다. 그러나 알촌-네자크 훈족은 6세기 말엽에 자불리스탄을 탈환한 것으로 보인다.
사산 제국과 알촌 훈족을 포함하는 다양한 국가들과 상호작용을 했음에도 불구하고, 이러한 일련의 사건들은 네자크 훈족의 영토 범위에 장기간 지속되는 영향을 거의 남기지 않았다. 630년경에 현장이 그들을 방문했을 때, 그들은 틀림없이 전성기를 구가하고 있었을 것이다. 653년, 당나라의 외교사절은 왕이 병환으로 쇠약해지자 왕세자가 왕위에 올랐다고 기록했다. 학자들은 이 왕세자를 가르일치로 추정하고 있는데, 그는 5년 후 13번째 당나라 외교사절이 방문했을 때 네자크 훈족의 12번째 통치자, 즉 마지막 군주로 기록되었을 것이다.

### 쇠퇴: 라시둔과 우마이야 침공
654년, 라시둔 칼리파국의 자불리스탄 총독 압드 알 라흐만 이븐 사무라가 이끄는 6,000명의 아랍 군대가 자불리스탄에 침입하여 루크하즈(아라코시아)와 자민다와르(헬만드 강 유역)을 점령하고, 마침내 보스트(라슈카르가)와 자불리스탄을 정복했다. 기록에는 당시 통치자의 이름과 왕조가 언급되어 있지 않지만, 아마도 그 지역에 있던 네자크 훈족들은 심각한 영토적 손실을 입었을 것이다.
661년, 이름이 불분명한 네자크 훈족의 통치자인 가르일치가 당나라 안서도호부의 카피사 총독으로 임명되었고, 그 즈음에 아랍 이슬람 제국은 제 1차 피트나로 인해 휘청거리기 시작했다. 이 틈을 타서 가르일치는 네자크 훈족과 아랍인들 사이에 평화 조약을 맺었다.
665년, 제 1차 피트나가 종료되고 우마이야 칼리파국이 들어섰는데, 아랍의 호라산 지배권을 회복시키기 위해 재차 동부로 파견된 압드 알 라흐만 이븐 사무라는 자불리스탄에 대한 공세를 재개했다. 그는 수개월 간의 포위 끝에 카불을 점령했지만, 얼마 있지 않아 반란으로 곧 축출되었다. 그러나 1년 뒤, 그는 또다시 카불을 포위하여 함락시켰다. 이 무렵 네자크 훈족은 가르일치로 추정되는 통치자가 전사할 정도로 쇠약해진 상태였다.
그들은 처음에는 카불에서, 나중에는 그들의 영토 전역에서 튀르크 샤히로 대체되었다. 아랍 정복이 마무리된지 50년 후, 이 지역을 방문한 신라의 승려 혜초에 따르면, 당시 간다라의 통치자(알 비루니에 의해 바르하 테긴이라고 알려짐)는 본래 네자크 왕을 섬기는 봉신이었다가 왕위를 찬탈했다고 한다.
다시 가섭미라국(迦葉彌羅國, 카슈미르)에서 서북쪽으로 산을 넘어 한달을 가면 건타라국(建馱羅國, 간다라)에 이른다. 이 나라의 왕과 군사는 모두 돌궐인이고, 토착인은 호인(胡人)이며, 바라문(婆羅門, 브라만)도 있다. 이 나라는 옛날에 계빈국(罽賓國) 왕의 치하에 있었는데, 돌궐 왕 야야(阿耶, 바르하 테긴으로 추정)가 한 부락의 군대를 이끌고 그 계빈국 왕에게 투항하였다. 그러다가 돌궐 병력이 강해지자 왕을 죽이고 스스로 군주가 됨으로써, 이 나라는 돌궐 패왕(覇王)과 국경을 접하게 되었다. 패왕은 이 나라 북쪽의 산속에 살고 있는데, 그 산은 민둥산으로 풀이나 나무라고는 없다.

又從迦葉彌羅國西北隔山一月程至建馱羅。此王及兵馬。總是 突厥。土人是胡。 兼有婆羅門。此國舊是罽賓王王化。爲此突厥王阿耶領一部落兵馬。投彼罽賓王。於後突厥兵盛。便殺彼罽賓王。自爲國主。因茲國境突 厥覇王此國已北。並住中。其山並燋無草及樹。— 혜초 『왕오천축국전』중

643년, 카피샤를 통해 당나라로 귀환한 현장은 기록에서 오늘날 카불과 카피샤 일대에 있었던 정치 집단인 브리지스타나(Vrijsthana)/풀리시사탕나(Fulishisatangna)에 대한 튀르크인들의 지배와 바르하 테긴의 통치를 언급했다.
발라후리(Baladhuri)는 '카불 샤'라는 인물이 668년에 카불의 모든 무슬림을 죽였다고 기록하고 있는데, 만약 '카불 샤'가 마지막 네자크 왕을 의미한다면, 이 사건으로 인한 혼란은 이 지역에서의 튀르크 샤히의 부상을 가속화시킨 한 요인이 되었을 수도 있다.
쿠와야마에 따르면, 네자크 훈족은 아마도 카피샤나 그 주변에 중심을 둔 토착 지역 왕조로서 몇 십년 더 존속했을 것이다. 바그람에서 발견된 몇몇 고고학적 증거는 네자크 훈족의 점진적인 쇠퇴를 보여준다.

## 종교
현장의 기록에 따르면 이 지역에서는 불교가 지배적이었으며, 특히 수도 카피샤에는 100개 이상의 불교 수도원이 있었다고 한다. 네자크 통치자는 매년 5.5m 높이의 부처상을 주문 제작하고, 자선품을 사람들에게 나누어주는 법회를 열었다.
그럼에도 불구하고, 종교적 다원주의와 함께 힌두교가 널리 전파되었는데, 이는 이 지역에 있는 수백 개의 사원에서 '데바(힌두 신)과 수많은 '이단(비불교적)' 수행자들이 나타나는 것으로 표현되었다. 불교는 수도 남쪽에서 쇠퇴했고, 간다라의 인근의 사찰들은 인적이 뜸해지기 시작했다.
현장은 또한 '수나천'를 숭배하는 이단 종파와 토착 종파가 충돌하여, 전자가 이웃한 자불로 이주했다고 기록했다.
그 지방에서 전하는 기록에 의하면, 본래 수나천신(䅳那天神)이 먼 곳에서 이리로 와 이 산에 머물고자 하였다. 그런데 이 산에 살고 있던 산신이 화를 내면서 계곡을 마구 뒤흔들었다. 그러자 천신이 말하였다.
" 서로 베풀고자 하지 않기 때문에 이렇게 흔들리는구나. 조금이라도 나를 객으로 맞아준다면 이곳은 재보(財寶)로 가득 찰 터인데… 이제 나는 조구타국의 수나희리산에 가야겠다. 해마다 내가 그곳의 국왕과 대신의 제사와 헌공을 받을 때마다 자세히 눈여겨보도록 하라."

聞諸土俗曰：初, 䅳那天神自遠而至, 欲止此山。山神震怒, 搖蕩谿谷。天神曰：“不欲相舍, 故此傾動。少垂賓主, 當盈財寶。吾今往漕矩咤國䅳那呬羅山, 每歲至我受國王, 大臣祀獻之時, 宜相屬望。”故阿路猱山增高旣已, 尋卽崩墜。
— 현장 『대당서역기』1권 가필시국(迦畢試國) 중 일부

조구타국(漕矩陀國)의 둘레는 7천여 리에 달하며 나라의 큰 도성은 학실나(鶴悉那)라고 부르는데, 둘레는 30여리에 달한다. 또는 학살라성(鶴薩羅城)을 도읍으로 삼기도 하는데 이 성의 둘레는 30여리에 달하며 이 두 성은 모두 견고하고 험준하다...(중략) 천사 수십 곳이 있는데 이교도들이 모여서 살고 있다. 이교도들 중에는 외도들이 많은데, 그 무리는 매우 세력이 강하며 수나천(䅳那天)을 섬기고 있다. 이들은 옛날 가필시국 아로노산(阿路猱山)에서 이 나라의 남쪽 경게 수나희리산(䅳那呬羅山)으로 옮겨와 살고 있었다. 그(수나천)는 위엄을 부리기도하고 복을 베풀기도 하며 난폭한 일들을 저질렀다. 그를 믿고 기도하는 자는 반드시 소원을 들어주었지만, 경멸하는 자에게는 재앙을 안겼다. 그러므로 멀고 가까운 곳에 있는 모든 사람들이 그를 우러러 섬기고 신분이 높고 낮음에 관계없이 그를 두려워해 기도하였다.

漕矩咤國, 周七千餘里。國大都城號鶴悉那, 周三十餘里, 或都鶴薩羅城, 城周三十餘里, 竝堅峻險固也[...] 天祠數十, 異道雜居, 計多外道, 其徒極盛, 宗事䅳錫茍反, 下同那天。其天神昔自迦畢試國阿路猱山徙居此國南界䅳那呬羅山中, 作威作福, 爲暴爲惡, 信求者遂願, 輕蔑者招殃。故遠近宗仰, 上下祗懼。— 현장 『대당서역기』12권 중

## 네자크 타르칸
토하리스탄 서부를 지배했던 적어도 두 명 이상의 통치자들은 '네자크 타르칸'이라는 칭호를 사용했다. '샤'와 마찬가지로 타르칸은 중앙 아시아의 유목민 통치자들 사이에서 인기있는 칭호였다. 이들 중 한 명은 709~710년 사이에 아랍 장군 쿠타이바 이븐 무슬림에 대항하는 반란을 이끌었으며, 심지어 튀르크 샤히에게 지원을 약속받기도 했다. 역사학자들은 '네자크 타르칸'과 네자크 훈족과의 관계에 대해 수많은 가설을 제안했다.